# Saint-Point-Lac
Saint-Point-Lac là một xã trong vùng hành chính Franche-Comté, thuộc tỉnh Doubs, quận Pontarlier, tổng Pontarlier. Tọa độ địa lý của xã là 46° 48' vĩ độ bắc, 06° 18' kinh độ đông. Saint-Point-Lac nằm trên độ cao trung bình là 860 mét trên mực nước biển, có điểm thấp nhất là 848 mét và điểm cao nhất là 981 mét. Xã có diện tích 4.52 km², dân số vào thời điểm 2005 là 254 người; mật độ dân số là 56 người/km².

## Thông tin nhân khẩu
| 1962 | 1968 | 1975 | 1982 | 1990 | 1999 |
| ---- | ---- | ---- | ---- | ---- | ---- |
| 74   | 96   | 102  | 98   | 134  | 190  |

## Địa điểm tham quan
Nhà thờ của Saint-Point-Lac được xây trong thế kỉ thứ 15.